# Australian Aboriginal Progressive Association
Die Australian Aboriginal Progressive Association (AAPA) war die erste politische Organisation der Aborigines in Australien, die sich ihre sozialen und politischen Interessen einsetzte.
Sie wurde 1924 durch Charles Frederick Maynard gegründet, der ihr Präsident war. Der Vizepräsident war Bill Ferguson, der mit Jack Batten im Jahre 1937 die Aborigines Progressive Association gründete, die bewusst mit ihrem Namen auf ihre Vorläuferorganisation Bezug nahm.
Der Slogan der Australian Aboriginal Progressive Association war One God, One Aim, One destiny. Sie trat gegen die Verschleppung von Aborigineskindern von ihren Familien sowie für freien Zugang zum Schulwesen, für Landrechte am traditionellen Land und gegen die Bestimmung der Lebensverhältnisse durch die weiße Administration ein. Sie verteilte Informationen, veranstaltete Treffen und Konferenzen, gab Zeitschriften heraus und gab Eingaben bei der Regierung für König Georg V. ab.  
Der Aboriginal Protection Board und die Polizei gingen massiv gegen die AAPA vor, die sich aufgrund der systematischen Verfolgung im Jahre 1927 auflöste.